# قوس (شهر)
قوس هو الشهر التاسع في التقويم الهجري الشمسي ويتكوّن من 30 يوما. يسمى آذَر في تقويم إيران الحالي. يبدأ قوس (في علم التنجيم) عندما تكون الشمس في برج القوس فلكيا.
شهر القوس يوافق: من 23 نوفمبر إلى 21 ديسمبر الميلادي غالباً.